# Verwaltungsgemeinschaft Neukieritzsch
Die Verwaltungsgemeinschaft Neukieritzsch war eine Verwaltungsgemeinschaft im Freistaat Sachsen im Landkreis Leipziger Land. Sie wurde zwischen den Gemeinden Neukieritzsch und Lobstädt vereinbart. Mit der Eingliederung von Lobstädt nach Neukieritzsch wurde die Verwaltungsgemeinschaft im Jahr 2008 aufgelöst. 

## Lage
Sie lag im Zentrum des Landkreises, etwa 25 Kilometer südlich der Stadt Leipzig und rund 10 Kilometer nordwestlich der Kreisstadt Borna. Das Gemeinschaftsgebiet lag in der Leipziger Tieflandsbucht im neu erschlossenen Leipziger Neuseenland. Die Pleiße fließt durch das ehemalige Gemeinschaftsgebiet, zudem befinden sich dort die Speicherbecken Witznitz und Borna sowie der Kahnsdorfer See und der Hainer See. Die Bundesstraße 176 sowie die Bahnstrecke Neukieritzsch–Chemnitz führen durch das Gemeinschaftsgebiet; die Bundesautobahn 38 ist etwa 15 Kilometer entfernt, die Bundesautobahn 72 etwa acht.

## Die Gemeinden mit ihren Ortsteilen
- Neukieritzsch mit den Ortsteilen Neukieritzsch, Kieritzsch und Lippendorf
- Lobstädt mit den Ortsteilen Lobstädt, Großzössen, Kahnsdorf, Pürsten und Zöpen

## Daten
- Fläche: 50,34 km²
- Einwohner: 5999 (Stand: 30. September 2005)
- Adresse: Schulplatz 3 u. 4, 04575 Neukieritzsch
- letzter Verwaltungsvorsitzender: Henry Graichen